# West Island
West Island anche chiamata Pulau Panjang è l'isola principale dell'arcipelago delle Isole Cocos. Fa parte dell'atollo South Keeling Islands, uno dei due che compongono l'arcipelago.
È situata circa 2930 km a nord-ovest di Perth, la località australiana più vicina è Capo Low Point sulla penisola Capo Nord-Ovest che si trova a circa 2.100 km di distanza.
Sull'isola, che ha una popolazione di 134 persone (2011) si trovano gli uffici amministrativi delle Isole Cocos e l'Aeroporto delle Isole Cocos e Keeling.
Insieme a Home Island è l'unica isola abitata delle Cocos (Keeling).